# مسارالشیعه
مسارالشیعه کتابی است تاریخی و مختصر پیرامون زندگانی امامان شیعه و ایام و مناسبت‌های اسلامی تألیف مُحمّد بن مُحمّد بن نَعمان (شیخ مفید).
موضوع اصلی این کتاب، ثبت وقایع و اذکار روزهای سال است و نوشتن آن در ۱۶ ربیع‌الاول ۳۸۹ قمری به پایان رسیده‌است. مولف در این کتاب به نحو مختصر به بیان تاریخچه زندگانی امامان شیعه و رویدادهای مهم آنان در طول تاریخ پرداخته است. این کتاب از جمله معدود کتابهایی است که نسخه اصل آن به خط نویسنده موجود است.